# Escocia A
Escocia A (en inglés: Scotland A) es la segunda selección de rugby de Escocia regulada por la Scottish Rugby Union que juega partidos contra selecciones absolutas o secundarias en amistosos, tours y algunos torneos menores. Los campeonatos de mayor nivel como el Campeonato Mundial o el Seis Naciones están reservados para su selección principal.

## Reseña
El debut de Scotland XV como se lo conocía en ese entonces, fue cuando realizó una gira por Argentina en 1969 para disputar partidos frente a distintas selecciones de ese país.
En años siguientes juega algunos partidos, tanto de visitante por varios continentes como de local en el Estadio Murrayfield, este recinto de Edimburgo es la casa de todos los seleccionados escoceses.
A fines de 1998, vence a Portugal y a España en partidos oficiales por la Clasificación a la Copa Mundial de Rugby de 1999 a jugarse en las islas británicas.
El primer torneo del que toma parte fue cuando ingresa a la extinta Churchill Cup en el 2006 y se presenta durante 3 ediciones consecutivas, ahora con la denominación Scotland A.
En el 2009 y el 2010 disputa la Nations Cup, torneo anual que se lleva a cabo en Rumania. Su rendimiento allí resultó muy dispar, ya que, en el primer año se corona campeón invicto y al segundo clasifica último perdiendo sus tres partidos.

## Palmarés
- Nations Cup (1): 2009[8]

## Participación en copas

### Churchill Cup
- Churchill Cup 2006: 2.º puesto
- Churchill Cup 2007: 4.º puesto[9]
- Churchill Cup 2008: 2.º puesto[10]

### Nations Cup
- Nations Cup 2009: Campeón invicto
- Nations Cup 2010: 6.º puesto (último)

### Tours
- Tour a Argentina 1969: (1 - 1)[11]
- Tour a España 1986: ganó (0 - 1)[12]
- Tour a España 1990: ganó (0 - 1)[13]
- Tour a Malasia y Zimbabue 1995: ganó (0 - 4)[14]
- Tour de Rumania XV 2002: ganó (1 - 0)[15]